# Окопы (Минская область)
Окопы (бел. Акопы) — упразднённый хутор в Минской губернии (ныне — в Логойском районе Минской области Беларуси), который находился в 30 км на север от Минска недалеко от деревни Хоружинцы. В составе Янушковичского сельсовета.

## География
Красота и неповторимость Окопов обусловлены их пребыванием на гребне Белорусской гряды (водораздел бассейнов Днепра и Немана — Черного и Балтийского морей). В 2-3 км к северо-востоку от Окопов находится деревня Хоружинцы. К западу от Окопов — лесистые холмы и заболоченные долины, над которыми возвышается Лысая гора. За этими местами издавна закрепилось название «Белорусская Швейцария».

## Окрестность
Хутор Окопы был усадьбой матери и сестер Янки Купалы, которую с 1911 года и до второй половины 1920-х годов часто посещал знаменитый белорусский песняр. Усадьба стала местом наиболее плодотворного творческого вдохновения Янки Купалы. В 1992 году в соседней деревне Хоружинцы был открыт филиал Литературного музея Янки Купалы «Окопы».

## Окопы и Янка Купала

### История

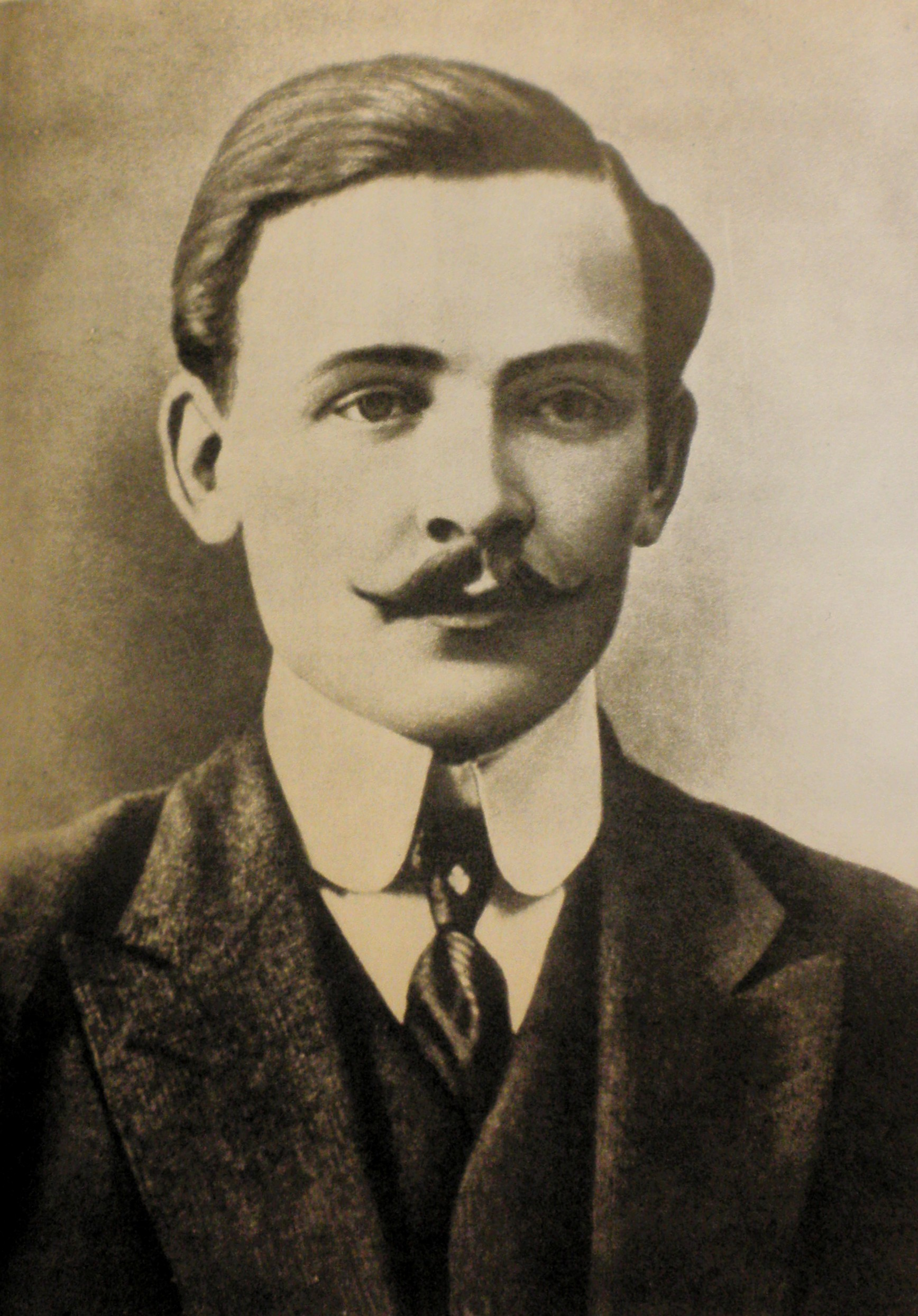
Янка Купала в год своего первого приезда в Окопы, 1911 год.

Хутор Окопы принадлежал пани Ордынцевой, а после ее смерти по наследству перешел к ее племяннице Марии Желиговской. Именно у М. Желиговской матери Янки Купалы Бенигна Луцевич арендовала хутор Окопы с осени 1909 года. После октябрьского переворота в 1917 году хутор перешел в собственность матери и сестер поэта. Б. Луцевич жила в Окопах до 1926 года, пока не переехала к сыну в Минск. Сестры Янки Купалы Анна, Мария и Леокадия жили в Окопах до 1929 года.
Янка Купала впервые приехал в Окопы летом 1911 года. Этот и следующий приезды Купалы в Окопы — летом 1912 года —  были каникулярными: тогда Купала обучался на вечерних общеобразовательных курсах А. Черняева в Петербурге.  До второй половины 1920-х годов жизнь и творчество Купалы были тесно связаны с этим живописным уголком Беларуси. Именно хутор и окрестные усадьбы Карпиловка, Малые Бесяды стали для Купалы местом литературных встреч, дискуссий, постижения культурно-исторических традиций края.
Именно во время своих приездов в Окопы Янка Купала был соседом своего доброго старшего друга, известного белорусского прозаика Антона Левицкого (Ядвигина Ш.), имение которого находилось в 1,5 км через лесок от Окопов. 

### Усадьба

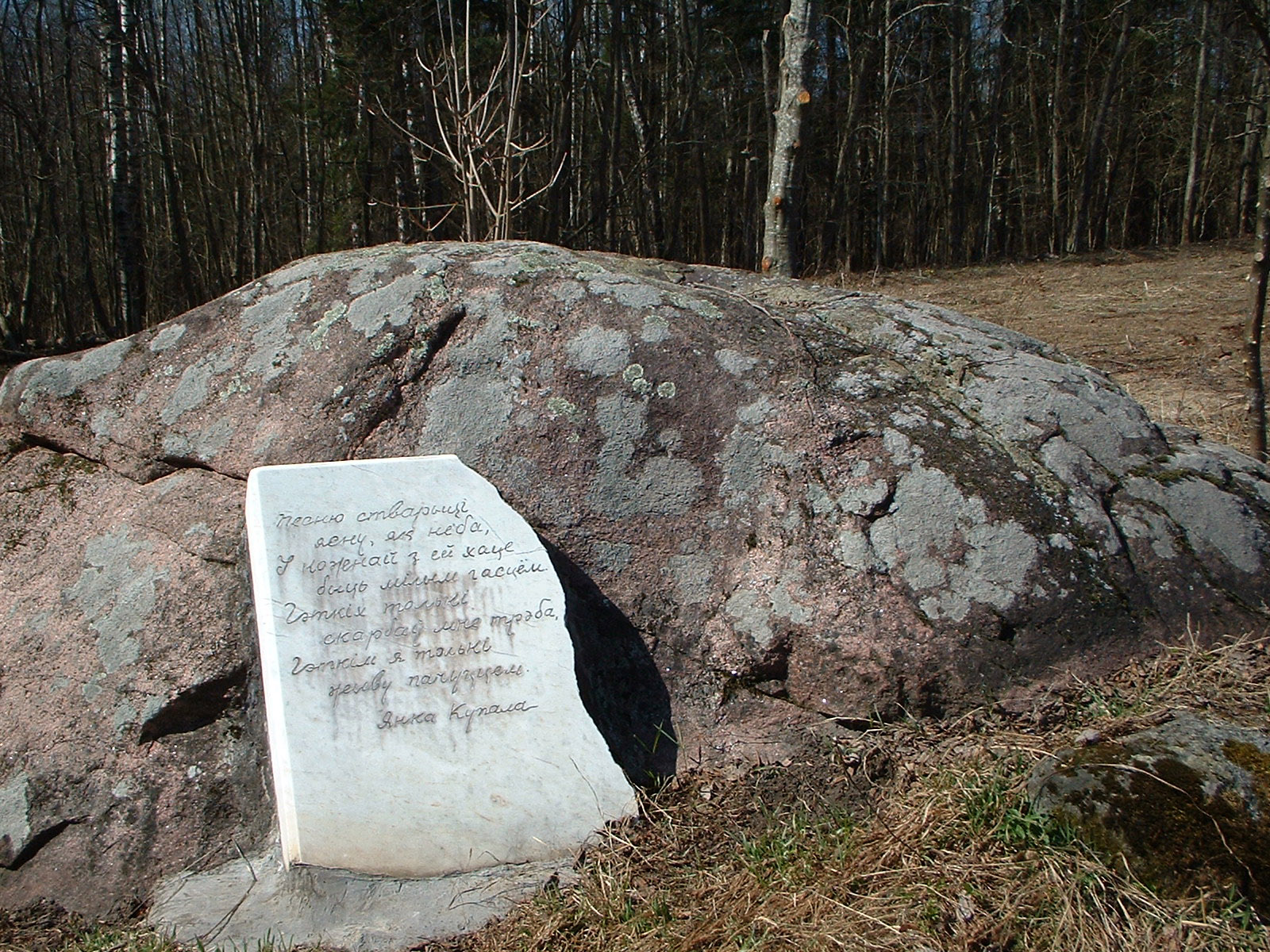
Валун на месте бывшего фольварка Окопы.

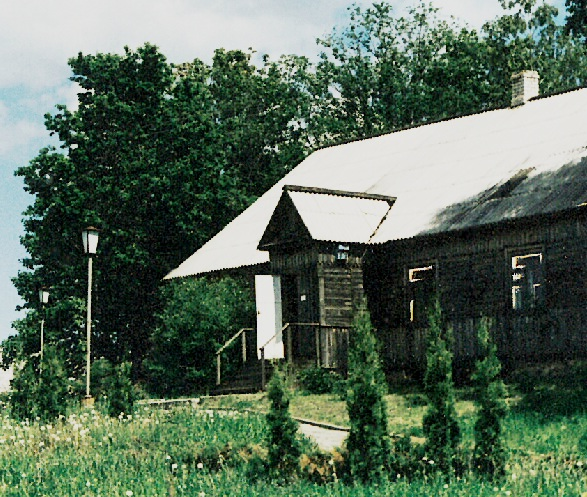
Здание филиала «Окопы» Литературного музея Янки Купалы в Хоружинцах.

Усадьба в Окопах находилась на пригорке. Четырьмя окнами и крыльцом выходило на запад, где поля упирались в лес. На их границах единицами, неподалеку друг от друга, стояли дубы. Подворье с востока переходило в откос яра. Ручей в лощине оврага был прерван готью, которая образовывала пруд-стал. На ее берегу стояла баня Луцевичей. 
Над греблей свешивал крону вековечный дуб, склонялись вербы, буял верболоз. Правее от пруда — с обеих сторон ручья — рос олешник. За оврагом и сейчас можно увидеть огромный валун (4 м в длину, 3 м в ширину и 1,5 м в высоту, на котором, по легенде, Янка Купала любил писать и отдыхать) и поля, часто перерезанные березово-сосново-еловыми перелесками. Дом был в аллеях. Вокруг росли кусты язьмина, шиповники, бересклет. Купольная комната была угловой. Два окна выходили в сад. Перед окнами цвели цветы, росли кусты шиповника. Из окон было видно дубы, елки. Ясени, клены, сосны недалекого леса, рябины, липы, многокрасочные загоны полей. Перед домом стоял колодец с журавлем. Вблизи располагалась клеть, коптильня, чуть дальше — гумно, пуня, сараи.

## Филиал Литературного музея Янки Купалы
Филиал «Окопы» Литературного музея Янки Купалы был создан по инициативе директора музея Жанны Дапкюнас. Весомую поддержку идее создания Купаловского филиала «Окопы» оказал народный поэт Беларуси, уроженец Логойщины Нил Гилевич.
После принятия в сентябре 1989 года решения о создании филиала на месте бывшего хутора Михалишки в деревне Хоружинцы было возведено типичное здание, характерное для конца ХІХ — начала XX века. Открытие филиала для посещения состоялось 29 августа 1992 года и было приурочено к 110-летию со дня рождения поэта. Филиал музея состоит из двух частей: исторической (литературно-художественной) и мемориальной. Общая площадь территории филиала составляет 6,64 га.

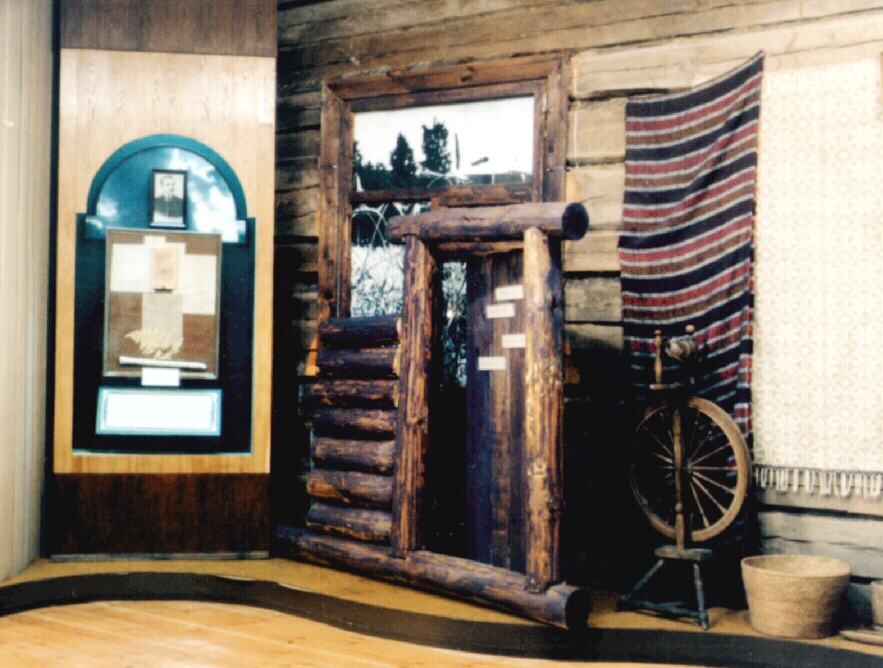
Фрагмент экспозиции исторической части филиала «Окопы» Литературного музея Янки Купалы в Хоружинцах.

### Историческая (литературно-художественная) часть филиала музея
Историческая часть отделения музея находится в Хоружинцах. Ее экспозиция отражает период наибольшего творческого подъема Янки Купалы (1910-1926) и расположена в пяти залах: «На перекрестках жизни», «Песни белорусской володар», «Разбросанное гнездо», «Театральный зал», «Янка Купала — наше будущее». Площадь экспозиции — 156 м². Художественная концепция экспозиции музея была разработана художником Эдуардом Агуновичем, а над ее осуществлением работали художники Олег Грачев и Владимир Протасеня. В экспозиции представлено более 300 экспонатов, среди которых документы, фотографии, воспоминания о Я. Купале, рукописи и книги поэта, архивные материалы о купаловских местах на Логойщине и Минщине, работы белорусских художников Э. Агуновича, В. Александровича, М. Басалыги, А. Волкова, А. Кашкуревича, М. Купавы, Г. Поплавского, В. Савича, В. Шаранговича. 

У здания филиала можно увидеть скульптурную композицию «Молодой Купала» (1992 г., авторы Андрей Заспицкий и Геннадий Муромцев), зеленый амфитеатр для массовых мероприятий и источник-скважину с артезианской водой. С трех сторон филиал окружен деревьями-кулисами. На аллее, ведущей ко входу в музей, кроме памятника находится огромный валун с выбитым на нем Купаловым призывом из стихотворения «Христос воскрес!..».

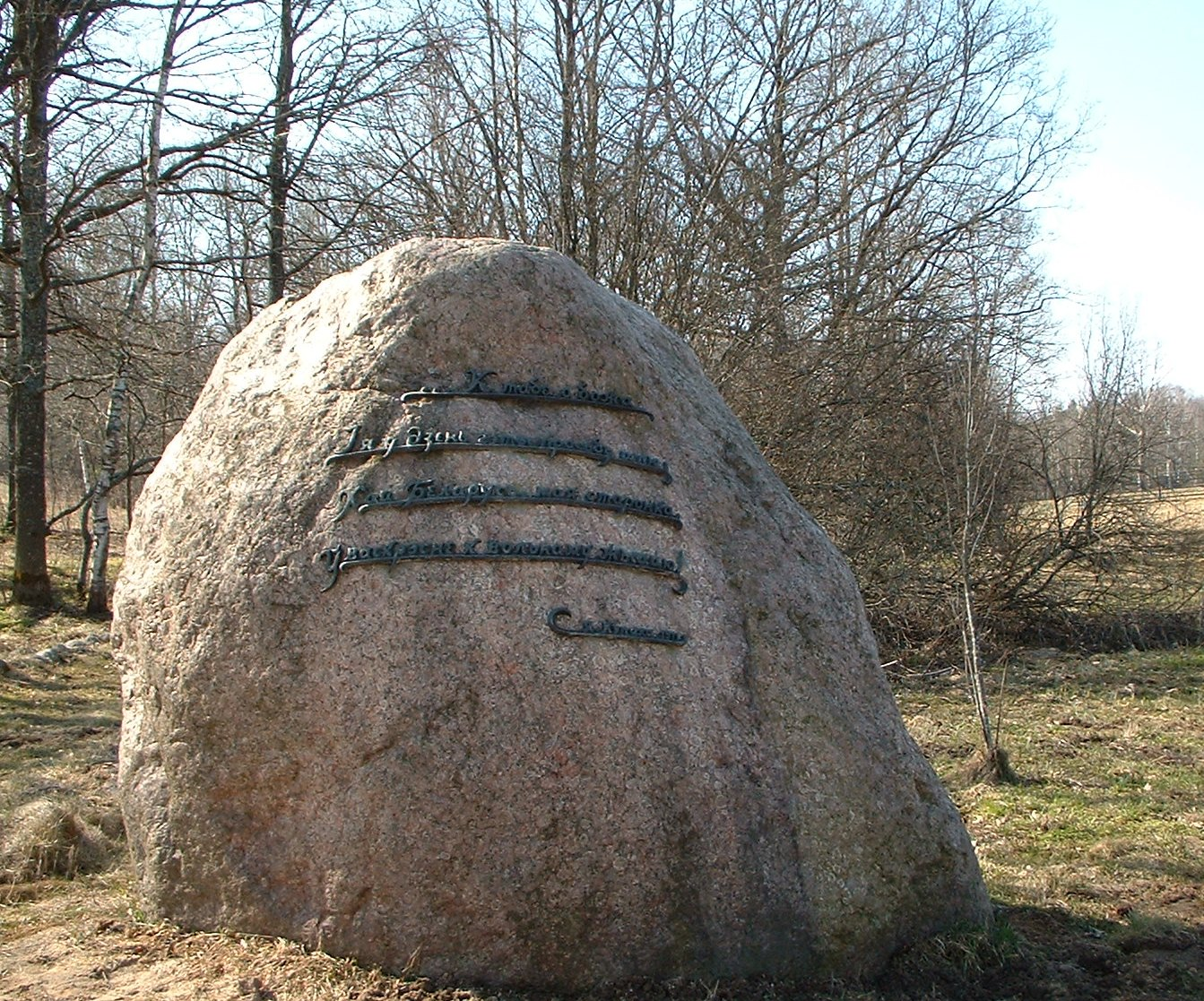
Валун на пути до филиала Литературного музея Янки Купалы в Хоружинцах.

На территории музея с 1993 года раз в два-три года в мае традиционно проводятся слеты-семинары молодых поэтов Минщины под девизом «Нас слово Купалы к творчеству зовет». В июне 2010 года у музея впервые состоялся фестиваль бардовской песни «Купаловские каникулы».

### Мемориальная часть филиала музея
Мемориальная часть отделения «Окопы» — это восстановленные границы бывшей усадьбы Окопы, фрагменты фундаментов усадебного дома и хозяйственных сооружений, несколько старых деревьев, символический сруб на месте бывшего колодца. Речушка, которая питала пруд, превратилась в небольшой ручей. На валуне, на котором Купала любил отдыхать, в 1982 году прикреплен мемориальный знак со словами стихотворения «Из уголка желаний».

### Купаловский заказник
Купаловский заказник был образован в 2000 году в соответствии с постановлением Совета Министров Республики Беларусь. Хутор Окопы стал центром заказника. Заказник раскинулся на территории Логойского и Минского районов и имеет площадь 3834 гектара.

## Окопы в изобразительном искусстве
Красоту Окопов как источника Купаловского вдохновения и окоповскому периоду его жизни и творчества посвятили свои произведения белорусские художники Э. Агунович, В. Александрович, М. Басалыга, А. Волков, А. Кашкуревич, М. Купава, г. Поплавский, В. Савич, В. Шарангович, фотограф Ю. Акудович и др.

## Избранные произведения, написанные Янкой Купалой в Окопах

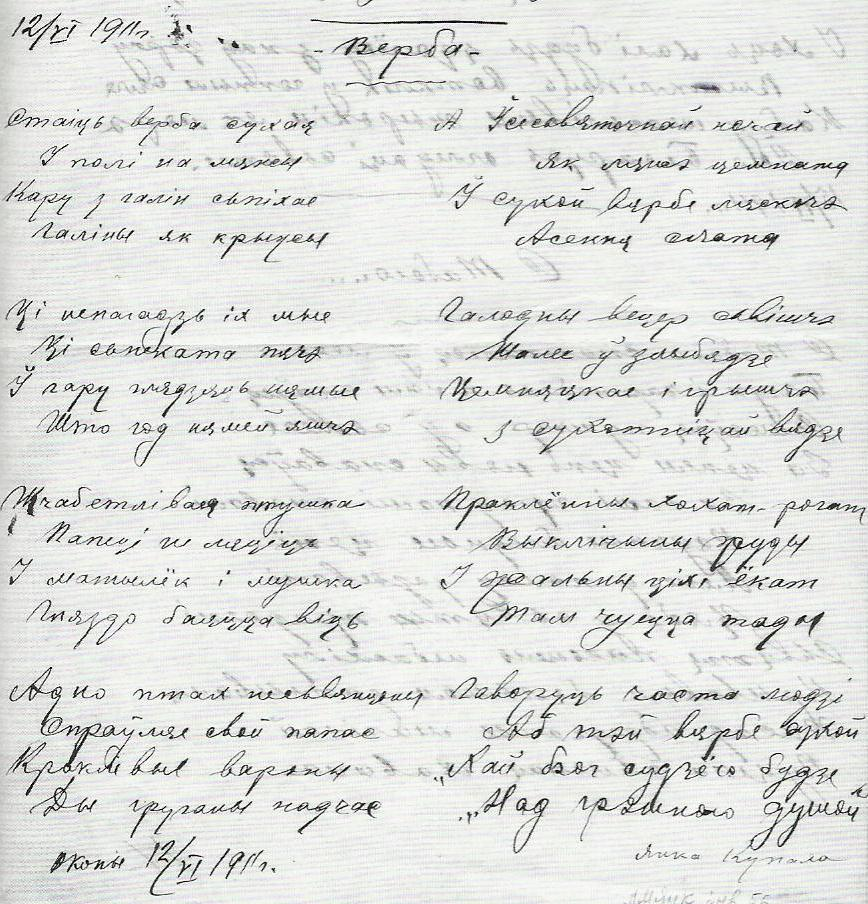
Рукопись стихотворения «Вярба», одного из написанных Янкой Купалой во время первого приезда в Окопы в 1911 году.

- 1911 — около 50 стихотворений (среди них — «Песьня мая», «Жняя», «Гэй, наперад!», «Як у лесе зацьвіталі…», «Не прасьпі», «За свабоду сваю…», «Каб я князем быў…», «Зоркі», «Дзьве таполі», «Ты прыйдзі…», «Над ракою ў спакою»).
- 1912 — первое драматическое произведение Купалы пьеса «Паўлінка».
- 1913 — стихотворения (среди них — «Не шукай…», «Будзь сьмелым!..», «Зь вячэрніх дум», «Тутэйшы», «Песьняй толькі…»), поэмы («Бандароўна», «Магіла льва», «Яна і я», «Гарыслава» (незаконченное)), сценический юмор «Прымакі», драма «Раскіданае гняздо».
- 1919 — стихотворения «Лясное возера», «Над калыскай», «Восень», «Ваяк».
- 1921 — стихотворения «На сьмерць Сьцяпана Булата», «А зязюлька кукавала…», стихотворный перевод «Слова аб палку Ігаравым».
- 1922 — комедия «Тутэйшыя».
- 1926 — стихотворения «Па Даўгінаўскім гасьцінцы», «За ўсё…», «І прыйдзе…», «Улетку», «У лесе», «Аб дзяўчыне», «Гутарка аб кепскім гаспадару», «Два сьветы», «Праз гультайства…», «Дзе стаяў двор панскі…» (последнее стихотворение, которое Купала написал в Окопах) и др.

## Для туристов
Окрестность Окопов богата местами, связанными с жизнью и творчеством Янки Купалы: Карпиловка, Селище, Колдуковка, Михалишки и Левшова, Радьковщина, Притыки, Шкоды, Парабки и др. 